# MBTI (노래)
MBTI는 비오의 노래이다. 비오는 Show Me The Money 10에서 쿠기, 로꼬와 함께 자신의 가치를 높이겠다는 포부를 담은 'MBTI'를 선보였다.

## 같이 보기
- 리무진